# انتراکه
انتراکه (به ایتالیایی: Entracque) یک کومونه در ایتالیا است که در استان کونیو واقع شده‌است.

## خصوصیات
انتراکه ۱۵۹٫۹ کیلومترمربع مساحت و ۸۵۷ نفر جمعیت دارد و ۸۹۴ متر بالاتر از سطح دریا واقع شده‌است.